# 挂墩角蟾
挂墩角蟾（学名：Boulenophrys kuatunensis）为角蟾科布角蟾属的两栖动物，是中国的特有物种。分布于浙江、福建、江西、湖南、广西等地。该物种的模式产地在福建。其种加词“kuatunensis”意为“福建武夷山市星村镇挂墩的”。

## 保护
本种于2023年被收录入《有重要生态、科学、社会价值的陆生野生动物名录》。